# Elia Marcelli
Elia Marcelli (* 3. März 1915 in Rom; † 23. Mai 1998 ebenda) war ein italienischer Dichter, Dokumentarfilmer und Drehbuchautor.

## Leben
Marcelli studierte zunächst Rechtswissenschaften, wandte sich dann aber der Literatur zu; er diplomierte mit einer Arbeit über die Göttliche Komödie. Im Krieg ausgezeichnet, aber auch verletzte, gründete er 1943 die „Lega Pacifista Italiana“ und gab diese Einstellung propagierende Zeitschriften heraus; seine Erlebnisse verarbeitete er in teilweise Jahrzehnte später erscheinenden literarischen Werken. Nach dem Krieg stand er dem Neorealismus nahe und leitete drei Jahre lang die Fabrica di Roma.
1949 siedelte er nach Venezuela über, wo er eine Karriere als Filmemacher meist dokumentarischer Stoffe begann. Marcelli brachte 1954 Die Rache der roten Göttin in die Kinos – „Schöne Natur- und Landschaftsbilder und eine magere Story“ – dem einige Jahre später zwei weitere ethnografische Werke folgten; auch die RAi beauftragte ihn für Arbeiten. 1977 war er für diesen Wissenschaftszweig Berater bei Fabrizio Taglionis Gli uccisori.

## Filmografie (Auswahl)
- 1954: Die Rache der roten Göttin (La grande savane)

## Veröffentlichungen (Auswahl)
- 1988: Li Romani in Russia